# ナインティーエイト・ディグリーズ
ナインティーエイト・ディグリーズ（98°、98 Degrees）は、アメリカ合衆国ロサンゼルス出身のボーイ・バンドである。

## 経歴

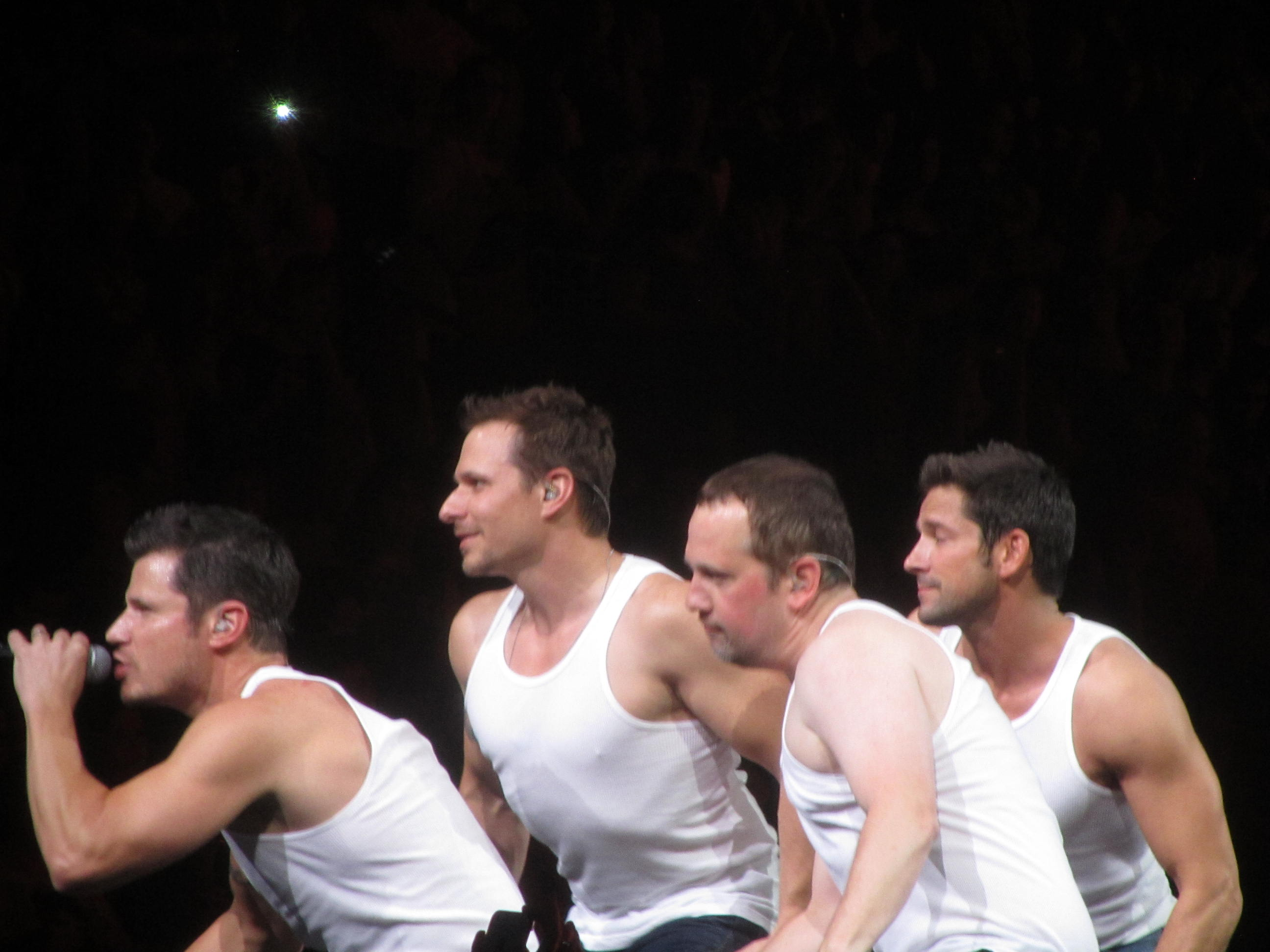
パッケージ・ツアー（2013年）

1996年に結成されると、1500万枚近いレコード売り上げを記録、アメリカでは4枚のトップ10シングルを持つ。レコード会社やプロデューサーによってメンバーが集められたその他のボーイ・バンドとは異なり、メンバーによって自主的にグループが編成された経緯を持つ。
2002年の活動停止から10年後の2012年8月にペンシルバニア州ハーシーの「Mixtape Festival」のために一回限りの再結成を行い、フェスティバル後も引き続き活動を継続、2013年には新しいアルバム『2.0』のリリース及び「The Package」と題されたニュー・キッズ・オン・ザ・ブロック、ボーイズIIメンとの共同ツアーを行った。
2021年には新曲「ホェア・ドゥ・ユー・ウォナ・ゴー?」を発表。2023年には25周年記念ツアーを開催した。
2025年にはクリスマス・アルバムを除けば12年ぶりとなるアルバム『フル・サークル』を発売予定。

## ディスコグラフィ

### スタジオ・アルバム
- 『98゜』 - 98° (1997年、Motown)
- 『98°アンド・ライジング』 - 98° and Rising (1998年、Motown)
- 『ディス・クリスマス』 - This Christmas (1999年、Universal)
- 『レヴェレーション』 - Revelation (2000年、Universal)
- 2.0 (2013年、eOne)
- Let It Snow (2017年、Universal)
- Full Circle (2025年）

### コンピレーション・アルバム
- 『ヒート・イット・アップ』 - Heat It Up (1999年、Motown)
- 『ザ・コレクション〜ベスト・オブ・98°』 - The Collection (2002年、Universal)

### シングル
- "Invisible Man" (1997年)
- "Was It Something I Didn't Say" (1998年)
- 「ビコーズ・オブ・ユー」 - "Because of You" (1998年) ※全米3位
- 「トゥルー・トゥ・ユア・ハート」 - "True to Your Heart" (1998年) ※featuring スティーヴィー・ワンダー
- 「ハーデスト・シング」 - "The Hardest Thing" (1999年) ※全米5位
- "I Do (Cherish You)" (1999年)
- "This Gift" (1999年)
- 「サンク・ゴッド・アイ・ファウンド・ユー」 - "Thank God I Found You" (2000年) ※マライア・キャリー、ジョーとのコラボレーション、全米1位
- 「ギヴ・ミー・ジャスト・ワン・ナイト (ウナ・ノーチェ)」 - "Give Me Just One Night (Una Noche)" (2000年) ※全米2位
- 「マイ・エヴリシング」 - "My Everything" (2000年)
- "The Way You Want Me To" (2001年)
- "Why (Are We Still Friends)" (2002年)
- "Microphone" (2013年)
- "Impossible Things" (2013年)
- "Circle of Life" (2017年)
- "Where Do You Wanna Go?" (2021年）

## ツアー
- Heat It Up Tour (1999年)[5]
- Revelation Tour (2001年)[6][7]
- My2K Tour (2016年)[8]
- 98° at Christmas Tour (2017年、2018年)[9][10]
- An Evening with 98 Degrees (2019年-2020年)[11]

共同ツアー
- All That! Music and More Festival (1999年) (with モニカ、アーロン・カーター、ビー・ウィッチド、サード・ストーリー、タチアナ・アリ等)[12]
- The Package Tour (2013年) (with ニュー・キッズ・オン・ザ・ブロック、ボーイズIIメン)[13]